# Gory Vysokie
Gory Vysokie är ett berg i Antarktis. Det ligger i Östantarktis. Australien gör anspråk på området. Toppen på Gory Vysokie är 1 886 meter över havet.
Terrängen runt Gory Vysokie är huvudsakligen platt, men åt sydväst är den kuperad. Trakten är obefolkad. Det finns inga samhällen i närheten.